# Jan Bogdanowicz (1827–1891)
Jan Bogdanowicz (ur. 10 marca 1827, zm. 11 lutego 1891) – polski ziemianin, uczestnik Wiosny Ludów na Węgrzech, zastępca członka Komitetu Centralnego Narodowego.

## Życiorys
Jan Bogdanowicz herbu Łada, syn Grzegorza i Marianny z Piramowiczów, urodził się w rodzinie ziemiańskiej gospodarującej majątkiem Nadrybie. Wraz z bratem, Kazimierzem, wcześnie zaangażował się w ruch niepodległościowy. W 1847 r. został skazany przez sąd wojenny za pobicie Kozaka, ale zbiegł z aresztu i uciekł za granicę. W latach 1848–1849 walczył w polskim legionie w powstaniu narodowym na Węgrzech, następnie przebywał w Paryżu. Po ogłoszeniu przez cara amnestii dla zesłańców i emigrantów powrócił w 1859 r. do Nadrybia.
W 1859 roku Jan Bogdanowicz poślubił zamożną szlachciankę Marcelinę Chądzyńską i zajął się odbudowywaniem zrujnowanego po śmierci ojca majątku.
Na początku lat 60 XIX w. zaangażował się wraz z bratem w działalność konspiracyjną. Po nabożeństwach w kościele Puchaczowie, Jan przemawiając do ludu wzywał do wspólnej walki z zaborcą. Zapraszał chłopów na rozmowy do dworu, gościł emisariuszy z Warszawy – studentów Akademii Medycznej. Jan z okolicznymi ziemianami postawił przed kościołem w Puchaczowie drewniany krzyż, w celu upamiętnienia ofiar manifestacji w Warszawie z 1861 roku .
Jan początkowo związał się ze stronnictwem białych, wkrótce przyłączył się jednak do stronnictwa czerwonych popierających ideę powstania zbrojnego. W 1862 r. Jan Bogdanowicz został zastępcą członka Komitetu Centralnego i komisarzem zarządzającym Rusią, Lubelszczyzną i Podlasiem. Po wykryciu przez władze rosyjskie w grudniu 1862 r. podziemnej siatki, Jan Bogdanowicz został aresztowany i osadzony w twierdzy Zamość. Został skazany na zesłanie. W latach 1863–1865 przebywał w miasteczku Kiereńsk w guberni penzeńskiej. Towarzyszyła mu żona Marcelina.
Po powrocie w 1865 r. pozostawał pod nadzorem policyjnym i nie angażował się w działalność społeczną. Skoncentrował się na odbudowie majątku. Zmarł 11 lutego 1891 r. Pochowany został na cmentarzu w Puchaczowie.